# Metropole – Vienna in English
Metropole (Eigenschreibweise: METROPOLE) war ein englischsprachiges Magazin, das sich an englischsprachige und internationale Leser in Wien richtete. Metropoles Motto „Don’t be a stranger“ beschrieb das Ziel des Magazins: den Lesern zu helfen, Österreich und die Hauptstadt Wien im Speziellen kennenzulernen. Das Magazin wurde Ende 2021 eingestellt.

## Vertrieb/Auflage
Das Magazin hatte eine Auflage von 30.000 Stück und lag an mehr als 400 Standorten zum Verkauf auf: an Zeitungsständen, Bahnhöfen, Flughäfen und Büchergeschäften. Es war als Print- oder Onlineabonnement erhältlich. Außerdem konnte man Metropole auf Flügen von Lufthansa und Austrian Airlines digital lesen.
Über ein Firmen-Abonnement-Modell erreichte das Magazin Angestellte von internationalen Organisationen und Unternehmen.
Metropole erschien vier Mal jährlich.

## Inhalt
Jede Ausgabe hatte ein zentrales Thema, das im Hauptteil des Magazins behandelt wurde. Außerdem veröffentlichte Metropole Tipps zu Veranstaltungen, Ausflügen und sehenswürdigen Plätzen und porträtiert das Stadtleben Wiens und seine Viertel (Grätzl). Neben Beiträgen von ständigen Autoren standen in jeder Ausgabe Gastbeiträge, die zum Thema passen.
Der Großteil der Onlineinhalte war nur Abonnenten zugänglich, aber die Beiträge zu City Life, die Reportagen, Eventtipps und der Blog konnte jeder lesen.

## Geschichte
Im Oktober 2015 gründeten Margaret Childs und Dardis McNamee den Verlag Home Town Media GmbH und veröffentlichten die erste Ausgabe von Metropole unter dem Titel „We Built This City“. Es ging darin um den internationalen Einfluss in der Geschichte von Österreich und Wien, der auch weiterhin spürbar ist. 
Die Gründer und viele Autoren des Magazins waren zuvor bei The Vienna Review tätig, einem früheren englischsprachigen Monatsmagazin, das seit Ende 2013 nicht mehr veröffentlicht wird. Nach wirtschaftlich schwierigen Jahren und nach der Einstellung des Magazins, meldete schlussendlich auch der Verlag Home Town Media GmbH im Jahr 2022 Insolvenz an.

## Veranstaltungen
Metropole organisierte regelmäßig Veranstaltungen für Leser, Start-ups, Unternehmen und internationale Einflussträger. Die Gäste lernten einander kennen, tauschten Ideen und Visionen aus und sollten ein Gefühl dafür bekommen, was für Möglichkeiten es eröffnet, in Österreich zu leben und zu arbeiten.